# Alexandra Bellow
Alexandra Bellow (nascida Alexandra Bagdasar, também Alexandra Ionescu Tulcea; Bucareste, 30 de agosto de 1935 – 2 de maio de 2025) foi uma matemática romena-estadunidense, que trabalhou com teoria ergódica, teoria das probabilidades e teoria da medida.

## Formação e carreira

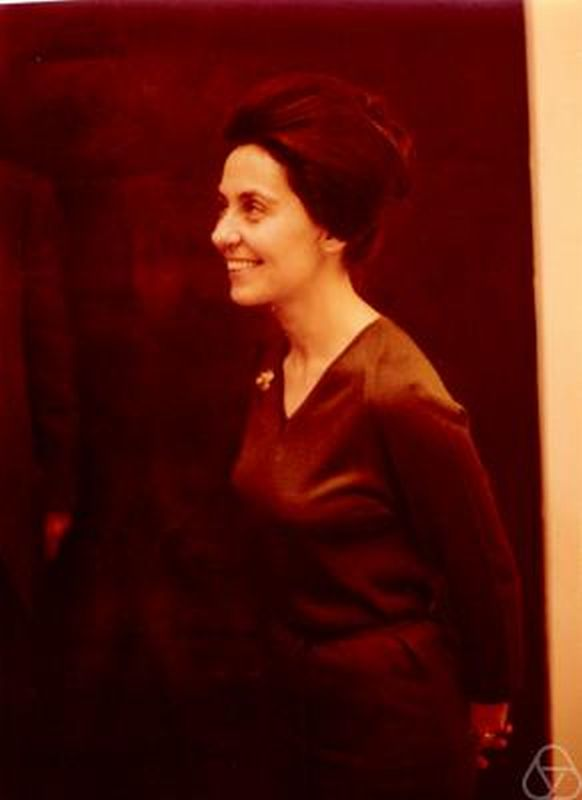
Alexandra Bellow, 1970

Alexandra Bellow foi filha de médicos - seu pai, Dumitru Bagdasar, foi um conhecido neurocirurgião - cresceu em Bucareste e estudou na Universidade de Bucareste, onde se formou em 1957. No mesmo ano foi para os Estados Unidos com seu primeiro marido, o matemático Cassius Ionescu-Tulcea, onde este trabalhou na Universidade Yale. Lá ela começou sua tese Ergodic theory of random series e obteve um doutorado em 1959, orientada por Shizuo Kakutani. Em seguida esteve na Universidade da Pensilvânia (Professora Assistente de 1962 a 1964), na Universidade de Illinois em Urbana-Champaign (Professora Associada de 1964 a 1967) e na Northwestern University, onde foi professora titular em 1968, onde tornou-se em 1996 Professora Emérita. Foi pesquisadora visitante na Universidade Hebraica de Jerusalém, no Instituto de Tecnologia da Califórnia (Caltech), na Universidade de Tel Aviv, na Universidade Brandeis, na Universidade de Göttingen, no Instituto de Tecnologia de Massachusetts (MIT) e na Universidade da Califórnia em Los Angeles.
Com seu primeiro marido desenvolveu na década de 1960 a Lifting Theory iniciada por John von Neumann na análise funcional, que tem aplicações na teoria das probabilidades. Com ele também examinou martingales em espaços de Banach. Um problema posto por ela foi resolvido por Jean Bourgain. Na Alemanha trabalhou com Ulrich Krengel.
De 1974 a 1985 foi casada com o escritor Saul Bellow, e ela aparece em seu romance Ravelstein. Foi casada pela terceira vez com o matemático Alberto Calderón, de 1989 até sua morte em 1998.

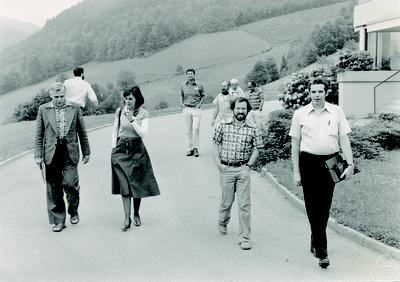
Alexandra Bellow com Wieslaw Szlenk (esquerda), Michael Keane (direita) em Oberwolfach 1978

## Morte
Bellow morreu no dia 2 de maio de 2025, aos 89 anos.

## Trabalho matemático

### Teoria do lifting
Parte de seu trabalho inicial envolvia propriedades e consequências do lifting. A teoria do lifting, que começou com os artigos pioneiros de John von Neumann e posteriormente de Dorothy Maharam, consolidou-se nas décadas de 1960 e 1970 com o trabalho dos Ionescu Tulceas e forneceu o tratamento definitivo para a teoria da representação de operadores lineares que surgem em probabilidade, no processo de desintegração de medidas. Seu monográfico de 1969 na série Ergebnisse tornou-se uma referência padrão nessa área.
Ao aplicar um lifting a um processo estocástico, os Ionescu Tulceas obtiveram um processo ‘separável’; isso fornece uma prova rápida do teorema de Joseph Leo Doob sobre a existência de uma modificação separável de um processo estocástico (também uma maneira ‘canônica’ de obter a modificação separável). Além disso, ao aplicar um lifting a uma função ‘fracamente’ mensurável com valores em um conjunto fracamente compacto de um espaço de Banach, obtém-se uma função fortemente mensurável; isso fornece uma prova em uma linha do teorema clássico de Phillips (também uma maneira ‘canônica’ de obter a versão fortemente mensurável).
Dizemos que um conjunto H de funções mensuráveis satisfaz a "propriedade de separação" se quaisquer duas funções distintas em H pertencem a classes de equivalência distintas. A imagem de um lifting é sempre um conjunto de funções mensuráveis com a "propriedade de separação". O seguinte ‘critério de metrizabilidade’ dá uma ideia do porquê as funções na imagem de um lifting são tão mais bem comportadas. Seja H um conjunto de funções mensuráveis com as seguintes propriedades: (I) H é compacto (para a topologia da convergência pontual); (II) H é convexo; (III) H satisfaz a "propriedade de separação". Então H é metrizável. A prova da existência de um lifting que comuta com as translações à esquerda de um grupo localmente compacto arbitrário, dada pelos Ionescu Tulceas, é altamente não trivial; faz uso de aproximação por grupos de Lie e argumentos do tipo martingale adaptados à estrutura do grupo.

### Martingales
No início da década de 1960, ela trabalhou com C. Ionescu Tulcea em martingales que assumem valores em um espaço de Banach. Em certo sentido, esse trabalho lançou o estudo de martingales com valores vetoriais, com a primeira prova da convergência ‘forte’ quase em toda parte para martingales que assumem valores em um espaço de Banach com (o que mais tarde ficou conhecido como) a propriedade de Radon–Nikodym; isso, aliás, abriu as portas para uma nova área da análise, a "geometria dos espaços de Banach". Essas ideias foram posteriormente estendidas por Bellow à teoria dos ‘amarts uniformes’, (no contexto de espaços de Banach, amarts uniformes são a generalização natural de martingales, quasi-martingales e possuem propriedades notáveis de estabilidade, como amostragem opcional), agora um capítulo importante na teoria das probabilidades.

### Teoria ergódica
Em 1960, Donald Samuel Ornstein construiu um exemplo de uma transformação não singular no espaço de Lebesgue do intervalo unitário, que não admite uma medida invariante {\displaystyle \sigma }-finita equivalente à medida de Lebesgue, resolvendo assim um problema de longa data na teoria ergódica. Alguns anos depois, Rafael V. Chacón deu um exemplo de uma isometria positiva (linear) de {\displaystyle L_{1}} para a qual o teorema ergódico individual falha em {\displaystyle L_{1}}. Seu trabalho unifica e estende esses dois resultados notáveis. Ele mostra, por métodos da categoria de Baire, que os exemplos aparentemente isolados de transformações não singulares descobertos primeiro por Ornstein e depois por Chacón eram, na verdade, o caso típico.
No início da década de 1980, Bellow iniciou uma série de artigos que trouxe um renascimento para essa área da teoria ergódica, lidando com teoremas de limite e a delicada questão da convergência q.t.p. pontual. Isso foi alcançado explorando a interação com probabilidade e análise harmônica, no contexto moderno (o teorema do limite central, princípios de transferência, funções quadradas e outras técnicas de integrais singulares agora fazem parte do arsenal diário de pessoas que trabalham nessa área da teoria ergódica) e atraindo vários matemáticos talentosos que eram muito ativos nessa área. Um dos dois problemas que ela levantou na reunião de "Teoria da Medida" em Oberwolfach em 1981, foi a questão da validade, para {\displaystyle f} em {\displaystyle L_{1}}, do teorema ergódico pontual ao longo da ‘sequência de quadrados’ e da ‘sequência de primos’ (uma questão semelhante foi levantada independentemente, um ano depois, por Hillel Furstenberg). Esse problema foi resolvido vários anos depois por Jean Bourgain, para {\displaystyle f} em {\displaystyle L_{p}}, {\displaystyle p>1} no caso dos "quadrados", e para {\displaystyle p>(1+{\sqrt {3}})/2} no caso dos "primos" (o argumento foi estendido para {\displaystyle p>1} por Máté Wierdl; o caso de {\displaystyle L_{1}}, no entanto, permanece em aberto). Bourgain foi premiado com a Medalha Fields em 1994, em parte por esse trabalho em teoria ergódica.
Foi Ulrich Krengel quem primeiro deu, em 1971, uma construção engenhosa de uma sequência crescente de inteiros positivos ao longo da qual o teorema ergódico pontual falha em {\displaystyle L_{1}} para toda transformação ergódica. A existência de tal "sequência universal ruim" foi uma surpresa. Bellow mostrou que toda sequência lacunar de inteiros é, de fato, uma "sequência universal ruim" em {\displaystyle L_{1}}. Assim, sequências lacunares são exemplos ‘canônicos’ de "sequências universais ruins". Mais tarde, ela foi capaz de mostrar que, do ponto de vista do teorema ergódico pontual, uma sequência de inteiros positivos pode ser "universalmente boa" em {\displaystyle L_{p}}, mas "universalmente ruim" em {\displaystyle L_{q}}, para todo {\displaystyle 1\leq q<p}. Isso foi bastante surpreendente e respondeu a uma questão levantada por Roger Jones.
Um lugar nesta área de pesquisa é ocupado pela "propriedade de varredura forte" (que uma sequência de operadores lineares pode exibir). Isso descreve a situação em que a convergência quase em toda parte falha mesmo em {\displaystyle L_{\infty }} e da pior maneira possível. Instâncias disso aparecem em vários de seus artigos. A "propriedade de varredura forte" desempenha um papel importante nesta área de pesquisa. Bellow e seus colaboradores fizeram um estudo extensivo e sistemático dessa noção, fornecendo vários critérios e inúmeros exemplos da propriedade de varredura forte. Trabalhando com Krengel, ela conseguiu dar uma resposta negativa a uma conjectura de longa data de Eberhard Hopf. Posteriormente, Bellow e Krengel trabalhando com Calderón foram capazes de mostrar que, de fato, os operadores de Hopf possuem a propriedade de "varredura forte".
No estudo de fluxos aperiódicos, a amostragem em tempos quase periódicos, como por exemplo, {\displaystyle t_{n}=n+\varepsilon (n)}, onde {\displaystyle \varepsilon } é positivo e tende a zero, não leva à convergência q.t.p.; na verdade, ocorre varredura forte. Isso mostra a possibilidade de erros graves ao usar o teorema ergódico para o estudo de sistemas físicos. Tais resultados podem ter valor prático para estatísticos e outros cientistas. No estudo de sistemas ergódicos discretos, que podem ser observados apenas em certos blocos de tempo, tem-se a seguinte dicotomia de comportamento das médias correspondentes: ou as médias convergem q.t.p. para todas as funções em {\displaystyle L_{1}}, ou a propriedade de varredura forte se mantém. Isso depende das propriedades geométricas dos blocos.
Vários matemáticos (incluindo Bourgain) trabalharam em problemas propostos por Bellow e responderam a essas perguntas em seus artigos.

## Prêmios e condecorações
- 1987: Prêmio Humboldt
- 1991: Noether Lecture
- fellow da American Mathematical Society

## Obras
- Topics in the theory of liftings (als Alexandra Ionescu Tulcea, mit C. Ionescu-Tulcea). Springer-Verlag, Ergebnisse der Mathematik und ihrer Grenzgebiete, Volume 48, 1969.